# Ulica Jana Ewangelisty Purkyniego

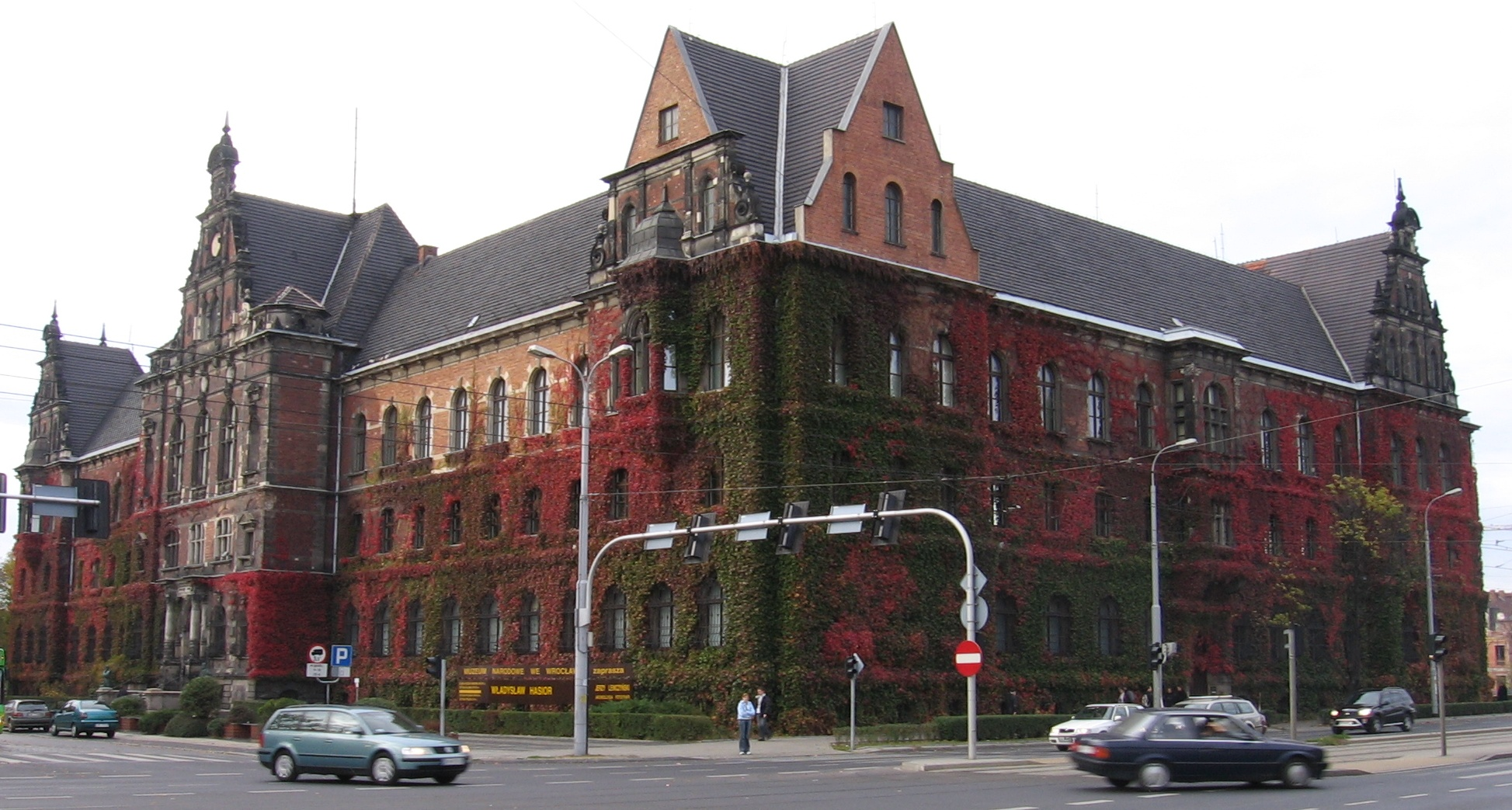
Muzeum Narodowe na wschodnim końcu ul. Purkyniego (z lewej), widok z pl. Powstańców Warszawy

Ulica Jana Ewangelisty Purkyniego we Wrocławiu, przecinająca równoleżnikowo historyczne Nowe Miasto. W przeszłości łączyła plac Nowy Targ przez Bramę Krupniczą (zwaną też Nową) w linii murów wewnętrznych z Bramą Ceglarską w linii murów zewnętrznych. W średniowieczu główna ulica Nowego Miasta; najpierw bezimienna, potem nazywana Platea magna („Wielka”, wzmiankowana w 1403), w XVII wieku nazywano ją Straßgasse („Uliczna”, co nawiązywało do wyróżniającej jej od sąsiednich zaułków szerokości), a od XVIII wieku Breitegasse („zaułek Szeroki”) lub Breitestraße („ulica Szeroka”). Początkowy odcinek ulicy, między placem Nowy Targ a Bramą Krupniczą nazywano Gutengraupengasse („zaułek Dobrej Kaszy”) albo Mönchgasse („zaułek Mnisi”), a w 1824 dołączono do ulicy Szerokiej.
Po likwidacji fortyfikacji miejskich w 1807 i zasypaniu fragmentu Fosy Miejskiej przy Bastionie Ceglarskim ulica przedłużona została o dalszy wschodni odcinek położony w miejscu, gdzie niegdyś stał most przed Bramą Ceglarską i towarzyszący jej rawelin.
Po 1945 Breitestraße przemianowano tłumacząc jej nazwę po prostu na „ulicę Szeroką”; nazwa ta utrzymała się do roku 1956, kiedy jej patronem został Jan Evangelista Purkyně, czeski lekarz, fizjolog i uczony, działający I połowie XIX wieku we Wrocławiu, twórca Wydziału Fizjologii Uniwersytetu Wrocławskiego, którego dom znajdował się niegdyś przy tej ulicy.
Do połowy XX wieku przy dzisiejszej ulicy Purkyniego nr 25 stał dom dyrektora promenady, utworzonej na miejscu zburzonych po 1807 fortyfikacji miejskich, mieściły się tu także dwa browary (Browar Pod Gruszą, posesja nr 6/8 i Browar pod Złotą Marią, posesja nr 39), Villa Meincke (nr 26), Seminarium Nauczycielek Katolickich (nr 36).
Obecnie ulica Purkyniego liczy ok. 620 metrów długości; zaczyna się po stronie zachodniej przy skrzyżowaniu z ul. św. Katarzyny na skraju placu Nowy Targ, a kończy się po wschodniej stronie na Placu Powstańców Warszawy, przy budynku Muzeum Narodowego i Parku Juliusza Słowackiego. W połowie jej długości, naprzeciw Wzgórza Polskiego (pozostałości po Bastionie Ceglarskim) znajduje się rotunda Panoramy Racławickiej (posesja nr 11).